# مجلة البيادر السياسي
مجلة البيادر السياسي هي أول مجلة فلسطينية تصدر في الأراضي العربية المحتلة. صدر العدد الأول منها في 1 أبريل 1981 في مدينة القدس.

## الموقع
يقع مقر المجلة في بداية شارع الرشيد على بعد أمتار من باب الساهرة أحد أبواب البلدة القديمة في القدس.

## المضايقات
تعرضت المجلة إلى العديد من الإجراءات القمعية والتعسفية الإسرائيلية خلال فترة صدورها، فقد مُنع توزيع المجلة لمدة ثلاث سنوات ونصف بين عامي 1982 و1985 في الضفة الغربية وقطاع غزة، واقتصر توزيعها على القدس وهضبة الجولان ومناطق الداخل 1948، كما تعرضت للكثير من المداهمات من قبل شرطة إسرائيل، وتعرضت كثيراً لقص عن طريق الرقابة الإسرائيلي.
رفعت الرقابة العسكرية الإسرائيلية دعوى قضائية ضد المجلة، حيث استمر تداول الدعوى في المحاكم لمدة 5 سنوات، وفي النهاية تمت تبرئة المجلة.
تعرض الناشر ورئيس التحرير جاك خزمو إلى اعتقال واستجوابات وتهديدات واعتداءات كادت تودي بحياته؛ في حين تعرض بيت الناشر إلى إطلاق أكثر من ستين طلقة نارية، ومحاولة حرق سيارته. كما تعرضت نائبة رئيس تحريرها ندى خزمو إلى الاعتداء بالضرب من شرطة إسرائيل وقوات شرطة حدود إسرائيل يوم 21 يوليو 1988، واتهمتها الشرطة بمحاولة اختطاف سلاح جندي، وتم اعتقالها، وضربت ونتيجة لذلك تعرضت إلى الإجهاض، وحكم عليها بالسجن لمدة 5 سنوات، وفي النهاية تمت تبرئتها.
وتعرضت ندى أيضا إلى عدة محاولات أخرى كادت تودي بحياتها منها محاولات شنق، ودهس، وطعن، وكذلك العديد من التهديد، وملاحقتها في الولايات المتحدة الأمريكية أثناء حضورها مؤتمر حول النشر.
إضافة لذلك، تمت مصادرة العديد من أعدادها في عدد من المناطق واعتقال حامليها. واعتقل عدد من الصحفيين العاملين فيها في حالات متفرقة.